# Grégoire Pierre Melki
Grégoire Pierre Melki (Hassaké, Síria, 12 de dezembro de 1939) é um clérigo sírio, bispo católico sírio emérito e exarca patriarcal de Jerusalém.

## Biografia
Grégoire Pierre Melki entrou no seminário menor de Charfet em 1952. Melki estudou filosofia e teologia católica na Universidade de St. Esprit em Kaslik. Recebeu o sacramento da ordenação para o Patriarcado Católico Sírio de Antioquia em 8 de agosto de 1965, por seu tio paterno, o Arcebispo Flavien Zacharie Melki. Ele sabe árabe, francês, italiano, inglês e aramaico.
Melki então ensinou língua árabe e estudos litúrgicos por quatro anos. Continuou seus estudos no Pontifício Instituto Oriental de Roma, onde obteve a licenciatura em Ciências Eclesiásticas Orientais em 1973. Em 1975 foi enviado ao Canadá para assumir a pastoral dos crentes sírio-católicos em Montreal. Três anos depois, foi elevado ao posto de Corepíscopo. Em 1993, ele construiu uma igreja para os sírios no distrito de Laval.
Grégoire Pierre Melki foi eleito Exarca Patriarcal de Jerusalém no Sínodo dos Bispos Sírio-Católicos que se reuniu em Charfet de 11 a 15 de setembro de 2001. Em 25 de fevereiro de 2002, o Papa João Paulo II aprovou sua eleição como Exarca Patriarcal de Jerusalém e nomeou-o bispo titular de Batnae dei Siri. O Patriarca Sírio-Católico de Antioquia, Inácio Pedro VIII Abdel-Ahad, ordenou-o bispo em 18 de maio do mesmo ano, na Catedral da Anunciação de Beirute; os principais co-consagradores foram o Bispo da Eparquia de Nossa Senhora da Libertação de Newark, Joseph Younan, e o Arcebispo da Arqueparquia de Aleppo, Denys Antoine Chahda.
Em 20 de novembro de 2019, o Patriarca Inácio José III Younan aceitou sua renúncia por idade.